# Charles Depéret
Charles Jean Julien Depéret (25 de junho de 1854 - 18 de maio de 1929) foi um geólogo e paleontólogo francês. Foi membro da Academia Francesa de Ciências, da Société géologique de France e reitor da Faculdade de Ciências de Lyon.
Charles Depéret nasceu em Perpignan. Ele começou sua carreira como médico militar de 1877 a 1888. Inicialmente colocado na Argélia, mais tarde ele foi ativo em Sathonay. Em 1888, tornou-se professor na Universidade de Aix-Marseille, e em 1889 tornou-se professor de geologia na Universidade de Lyon. Ele morreu em Lyon.
Em 1892 ele introduziu o Estágio Burdigaliano (Mioceno Inferior) baseado em unidades estratigráficas encontradas perto de Bordeaux e no Vale do Ródano. Ele era um defensor das controversas descobertas de artefatos pré-históricos de Glozel. Junto com Edward Drinker Cope, seu nome está associado à chamada "regra Cope-Depéret", uma lei que afirma que em linhagens populacionais, o tamanho do corpo tende a aumentar ao longo do tempo evolutivo.